# VR Bank Augsburg-Ostallgäu
Die VR Bank Augsburg-Ostallgäu eG ist eine regional agierende Genossenschaftsbank mit Hauptsitz in Augsburg. Weitere Verwaltungsstandorte sind Kaufbeuren und Marktoberdorf. Die VR Bank Augsburg-Ostallgäu entstand zum 1. Januar 2019 aus der Fusion der VR Bank Kaufbeuren-Ostallgäu eG und der Augusta-Bank eG Raiffeisen Volksbank.

## Organisationsstruktur
Die VR Bank Augsburg-Ostallgäu eG ist eine Genossenschaftsbank. Sie ist wie fast alle Genossenschaftsbanken in erster Linie im jeweiligen Regionalmarkt aktiv. Rechtsgrundlagen sind das Genossenschaftsgesetz und die von der Vertreterversammlung erlassene Satzung. Organe der Bank sind der Vorstand, der Aufsichtsrat und die Vertreterversammlung.
Mit einer Bilanzsumme von rund 4,3 Mrd. Euro (Stand 31. Dezember 2023), 57 Geschäftsstellen (davon 17 Selbstbedienung und/oder 9 Stellen mit VideoService) und rund 510 Mitarbeitende ist sie die größte Genossenschaftsbank in Schwaben. Ihr Geschäftsgebiet erstreckt sich von Wertach im Oberallgäu über Schongau, Füssen, Marktoberdorf, Kaufbeuren und Buchloe im Ostallgäu bis nach Augsburg, Aichach und Kühbach im Norden.

## Geschäftsausrichtung
Die VR Bank Augsburg-Ostallgäu eG betreibt das Universalbankgeschäft. Im Verbundgeschäft arbeitet sie mit der DZ Bank, R+V Versicherung, Bausparkasse Schwäbisch Hall, Teambank, VR Smart Finanz und der Union Investment zusammen.

## Geschichte

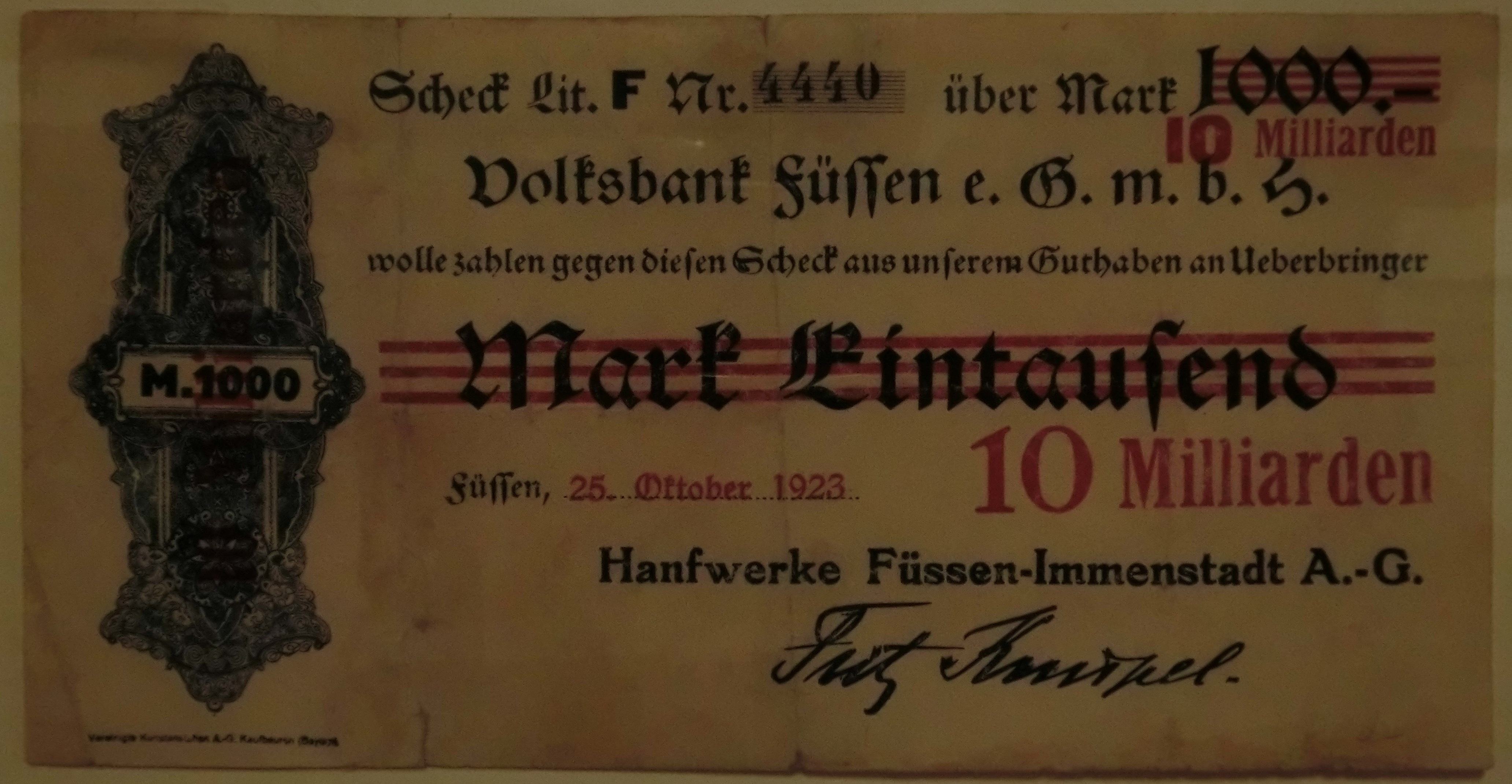
Scheck (1923)

Durch zahlreiche Fusionen entstand die heutige VR Bank Augsburg-Ostallgäu eG, zuletzt die Fusion der VR Bank Kaufbeuren-Ostallgäu eG mit der Augusta-Bank eG Raiffeisen-Volksbank im Jahr 2019.
Die Historie der ehemaligen VR Bank Kaufbeuren-Ostallgäu reicht zurück bis ins Jahr 1867, als mit dem landwirtschaftlichen Creditverein Auerberg ein Vorläufer der Volksbank Marktoberdorf gegründet wurde. Die formelle Gründung erfolgte 1895 als Raiffeisenbank Buchloe-Kaufbeuren eG. 2007 kam es durch den Zusammenschluss der Raiffeisenbank Buchloe-Kaufbeuren-Marktoberdorf und der Volksbank Ostallgäu zur VR Bank Kaufbeuren-Ostallgäu. Im Juli 2013 erfolgte der Zusammenschluss mit der Raiffeisenbank Füssen-Pfronten-Nesselwang eG.
Die ehemalige Augusta-Bank eG Raiffeisen-Volksbank entstand 1999 aus den Vorgängerinstituten Augusta-Bank eG und Raiffeisen-Volksbank Augsburg eG. 2002 fand noch eine Fusion mit der kleineren Raiffeisenbank Mühlhausen-Affing eG statt.
Im Mai 2019 stimmten die Vertreter der VR Bank Kaufbeuren-Ostallgäu und der Augusta-Bank eG für eine Fusion zur VR Bank Augsburg-Ostallgäu eG in Augsburg.